# 重庆环球金融中心
重庆环球金融中心（英語：Chongqing World Financial Center，CWFC）位于中国重庆解放碑中央商务区中心。项目总占地面积约为5,800平方米，总建筑面积约为204,400平方米。建筑高度为339米，曾是中国西部地区第一高楼，目前为重庆第二高楼。重庆环球金融中心裙楼定于2012年1月开业，塔楼于2013年年底完工。项目涵盖购物中心、写字楼、酒店以及服务公寓。

## 合作团队

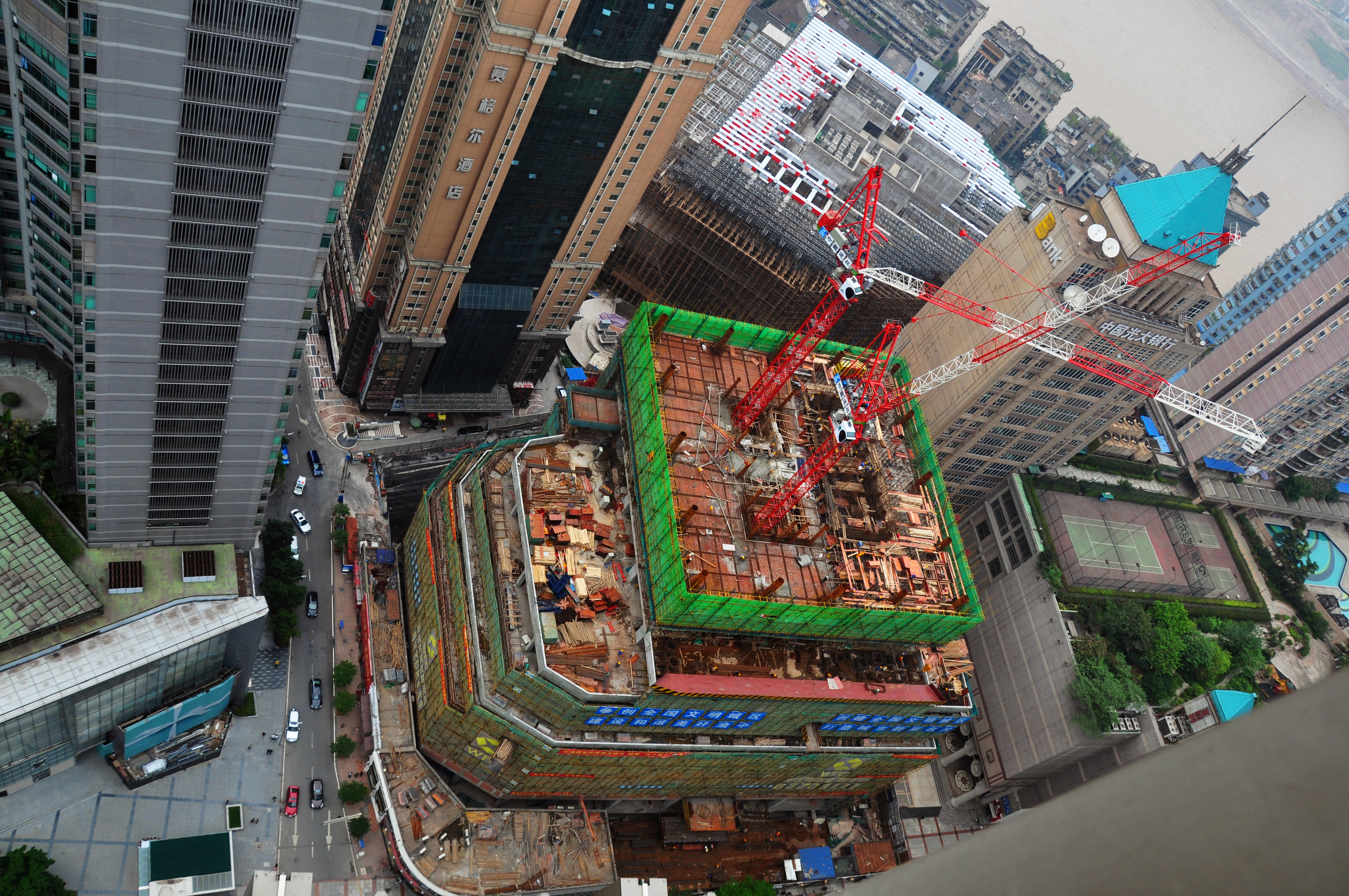
使用两座动臂式塔吊爬升修建的重庆环球金融中心塔楼部分

建筑由台湾台北101的建筑师李祖原设计，机电设计则是来自英国的奥雅纳完成。泰国concept i为大楼提供商业部分的设计，美国高纬环球为项目提供地产咨询方面的服务。交通组织则由香港弘达交通顾问有限公司负责，灯光设计由台湾袁宗南照明设计事务所打造，美国仲量联行负责大楼的物业管理前期顾问及后期全权委托管理服务，澳门彩虹集团（重庆星光68百货公司）负责其裙楼商业经营管理。项目整体由中国建筑第四工程局有限公司（中建四局）承建。

## 周围交通
项目附近车站
- 重庆轨道交通较场口站、小什字站、临江门站
- 重庆索道交通新华路站

## 功能划分

重庆环球金融中心大楼电梯停靠楼层 黑色部分为塔楼客梯，深灰色部分为塔楼货梯，浅灰色部分为裙楼扶梯。

| 樓層   | 用途                             | 樓層圖顏色 |
| ------ | -------------------------------- | ---------- |
| 73－74 | 觀光层(2017年5月8日正式對外開放) | /          |
| 71－72 | 设备层/避难层                    | /          |
| 70     | 頂級私人會所                     | 蓝色       |
| 58－69 | 重庆丽思瑞凯悦臻选酒店           | 青色       |
| 56－57 | 辦公室                           | 青色       |
| 55     | 设备层/避难层                    | /          |
| 50－54 | 辦公室                           | 黄色       |
| 49     | 转换层                           | 黄色       |
| 42－48 | 辦公室                           | 黄色       |
| 41     | 设备层/避难层                    | /          |
| 36－40 | 辦公室                           | 黄色       |
| 35     | 转换层                           | 黄色       |
| 27－34 | 辦公室                           | 黄色       |
| 26     | 设备层/避难层                    | /          |
| 11－25 | 辦公室                           | 黄色       |
| 9－10  | 设备层/避难层                    | /          |
| 2－8   | 購物中心                         | 红色/橙色  |
| 1      | 購物中心/辦公室大堂              | 红色       |
| LG     | 購物中心                         | 红色       |
| B5－B1 | 停車場（共820個車位）/设备层     | 白色       |

## 電梯配置
重慶環球金融中心電梯配置列表（除辦公電梯為奧的斯外，其他電梯一律採用迅達電梯）
- L1-L4（4部來往25/F、27-34/F之辦公電梯）：1、25、27-34
- L5-L7（3部來往11-17/F之辦公電梯）：1、11-17
- L8-L10（3部來往18-24/F之辦公電梯）：1、18-24
- L11-L13（3部來往35/F轉換層之辦公電梯）：1、35
- L14-L16（3部來往49/F轉換層之辦公電梯）：1、49
- L17-L18（2部消防及服務電梯）：B5-B1、LG、1-73
- L19-L20（2部來往49/F轉換層及會所電梯）：B5-B1、1、49、70
- L21-L23（3部來往35-40/F之辦公電梯）：35-40
- L24-L26（3部來往42-47/F之辦公電梯）：35、42-48
- L27-L30（4部來往50-57/F之辦公電梯）：49-54、56、57
- L31-L33（4部來往58-64/F之辦公電梯）：49、58-64
- L34-L36（3部來往66-70/F之辦公電梯）：49、66-70
- L37-L39（3部購物中心電梯）：B5-B1、LG、1-8
- L40-L41（2部餐飲專用電梯）：B3-B1、1、5-8
- L42-L43（2部餐飲專用電梯）：B2-B1、1、5-8
- L44（1部餐飲專用之服務電梯）：B1、5-8

## 项目历史
2009年10月22日，项目所在地原解放碑地区第一高楼－－会仙楼爆破拆除。

## 入駐機構
- 日本駐重慶總領事館（42层）
- 白俄羅斯駐重慶總領事館（29层）
- 缅甸驻重庆总领事馆（28层）